# Mirosław Hermaszewski
Mirosław Hermaszewski (Lipnick, 15 de setembro de 1941 – Varsóvia, 12 de dezembro de 2022) foi o primeiro cosmonauta polonês e segundo cidadão não-americano e não-soviético a subir ao espaço, a bordo da missão Soyuz 30.

## Vida
Piloto da Força Aérea Polonesa, Miroslaw foi o selecionado em 1973, junto com outros estrangeiras da Intercosmos, escolhido entre quinhentos pilotos poloneses para participar do programa espacial Intercosmos, subindo ao espaço em 27 de junho de 1978 na nave Soyuz 30, em companhia do cosmonauta soviético Pyotr Klimuk, passando oito dias em órbita na estação espacial Salyut, fazendo experiências em Geociências e fotografando a Terra.
Após a missão, Miroslaw foi condecorado com o título de Herói da União Soviética, sendo apenas um dos quatro não-cidadãos soviéticos a receber esta honraria. Durante o período de lei marcial na Polônia, em fins dos anos 1970 e começo dos 1980, Hermaszewski integrou o Conselho Militar de Salvação Nacional, formado por oficiais das Forças Armadas em apoio ao governo polonês, que governou de fato o pais no período de crise.

## Morte
Hermaszewski morreu em 12 de dezembro de 2022, aos 81 anos de idade, em Varsóvia.